# Allotinus posidion
Allotinus posidion är en fjärilsart som beskrevs av Hans Fruhstorfer 1913. Allotinus posidion ingår i släktet Allotinus och familjen juvelvingar. Inga underarter finns listade i Catalogue of Life.